# Filip Vilhelm af Pfalz
Filip Wilhelm af Pfalz (tysk: Philipp Wilhelm von der Pfalz; 24 november 1615 - 2 september 1690) var kurfyrste af Pfalz fra 1716 til 1742.
Filip Vilhelm tilhørte sidelinjen Pfalz-Neuburg af fyrstehuset Wittelsbach og var søn af Wolfgang Wilhelm af Pfalz-Neuburg og Magdalena af Bayern (datter af hertug Vilhelm 5. af Bayern og slægtning til kong Christian 2. af Danmark, Norge og Sverige). Ved sin fars død i 1653 blev han pfalzgreve af Pfalz-Neuburg samt hertug af Jülich og Berg. Da kurfyrst Karl 2. af Pfalz døde uden arvinger i 1685 arvede han som nærmeste slægtning i mandslinje også Kurfyrstendømmet Pfalz.

## Ægteskaber og børn
Filip Vilhelm giftede sig to gange; først med prinsesse Anna Katarina Konstantia Vasa, datter af kong Sigismund III af Polen og Konstantia af Steiermark. Parret havde en søn, der døde ved fødslen. Anna Katarina Konstantia selv døde i 1651.
I 1653 blev Filip Wilhelm gift med Elisabeth Amalie af Hessen-Darmstadt, med hvem han havde 17 børn, herunder de næste to kurfyrster, men også kurfyrsten-ærkebiskop Franz Ludwig von Pfalz-Neuburg.

### Børn
Han havde 17 børn, blandt andet:
1. Johan Vilhelm af Pfalz kurfyrste 1690-1716
2. Karl III Filip af Pfalz kurfyrste 1716-1742
3. Eleonora af Pfalz-Neuburg, 1655-1720, tysk-romersk kejserinde
4. Maria Sofia af Neuburg, 1666-1699, dronning af Portugal
5. Maria Anna af Neuburg, 1667-1740, dronning af Spanien
6. Dorothea Sofia af Neuburg, 1670-1748, hertuginde af Parma
7. Hedvig Elisabeth Amalia af Pfalz-Neuburg, født 1673, død 1722. Gift med Jakob Sobieski (son af Polens kong Jan Sobieski)